# Mohamed Talbi

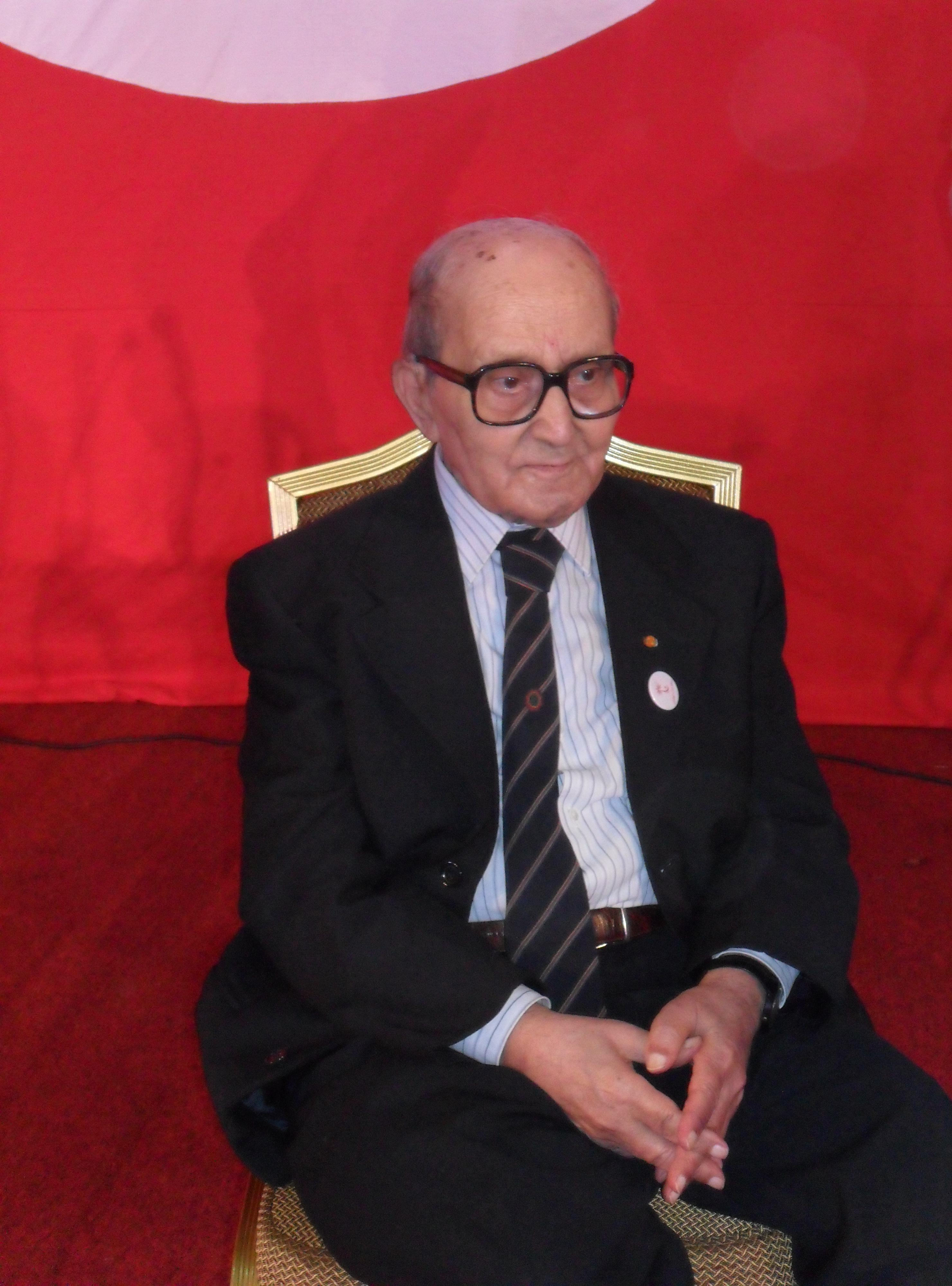
Mohamed Talbi (2012)

Mohamed Talbi (arabisch محمد الطالبي, DMG Muḥammad aṭ-Ṭālibī; geb. 16. September 1921 in Tunis; gest. 1. Mai 2017 ebenda) war ein tunesischer Historiker, Professor und islamischer Denker. Er verfasste zahlreiche Bücher über den Islam. 

## Leben
Talbi war erster Dekan an der Fakultät für Literatur und Geisteswissenschaften an der Universität Tunis. Von 2011 bis 2012 war er Präsident der Tunesischen Akademie für Wissenschaft, Literatur und Kunst. Talbi gilt als einer der wichtigsten tunesischen und maghrebinischen Vordenker zur Frage der Vereinbarkeit von Islam und Demokratie.
Er erhielt zahlreiche Ehrungen und Auszeichnungen, darunter 1985 den Dr.-Leopold-Lucas-Preis und 2009 den Freedom to Publish Prize der Internationalen Verleger-Union.

## Auszeichnungen
- Großoffizier der Orden der Republik (Tunesien)
- Kommandeur der nationaler Verdienstorden (Tunesien)
- Kommandeur der Zivilverdienstorden (Spanien)
- Offizier der Ehrenlegion (Frankreich)
- Offizier der Orden der Unabhängigkeit (Tunesien)

## Publikationen (Auswahl)
- "A Record of Failure" in: Larry Diamond, Marc F. Plattner und Danuel Brumberg (Hrsg.): Islam and Democracy in the Middle East. Journal of Democracy Book, Baltimore und London 2003, S. 3 ff.
- Al-Mukhassass d'Ibn Sïda: études et index, éd. Imprimerie officielle, Tunis, 1956.
- Mohamed Talbi: Kairouan et le mâlikisme espagnol. In: Études d'orientalisme dédiées à la mémoire de Lévi-Provençal. Band 1. Maisonneuve & Larose, Paris 1962, S. 317–337.
- Histoire générale de la Tunisie (Beitrag), tome II « Le Moyen Âge », éd. Société tunisienne de diffusion, Tunis, 1965 (issuu.com).
- L'émirat aghlabide (186–296 / 800–909): histoire politique, éd. Adrien Maisonneuve, Paris, 1966 (ISBN 2-7200-0493-6).
- Biographies aghlabides extraites des Madarik du Cadi Iyād (édition critique), éd. Imprimerie officielle de la République tunisienne, Tunis, 1968.
- Islam et dialogue, réflexion sur un thème d'actualité, éd. Maison tunisienne de l'édition, Tunis, 1972.
- Ibn Khaldûn et l'Histoire, éd. Maison tunisienne de l'édition, Tunis, 1973.
- Étude d’histoire ifrîqiyenne et de civilisation musulmane médiévale, éd. Université de Tunis, Tunis, 1982.
- Senghor, Leopold u. Mohamed Talbi: Dialog mit Afrika und dem Islam. Zwei Vorträge. – herausgegeben von Hans Peter Rüger. Tübingen Mohr, 1987.
- Réflexions sur le Coran, éd. Seghers, Paris, 1989.
- Un respect têtu, éd. Nouvelle Cité, Paris, 1995.
- Plaidoyer pour un islam moderne, éd. Desclée de Brouwer, Paris, 1998.
- Penseur libre en islam. Un intellectuel musulman dans la Tunisie de Ben Ali, éd. Albin Michel, Paris, 2002.
- Universalité du Coran, éd. Actes Sud, Arles, 2002.
- Réflexion d'un musulman contemporain, éd. Fennec, Casablanca, 2005.
- Afin que mon cœur se rassure, éd. Nirvana, Tunis, 2010.
- L'Islam n'est pas voile, il est culte: rénovation de la pensée musulmane, éd. Cartaginoiseries, Carthage, 2010.
- Goulag et démocratie, éd. Mohamed Talbi, Tunis, 2011.
- À Benoît.  XVI, éd. Mohamed Talbi, Tunis, 2011.
- Ma religion c'est la liberté: l'islam et les défis de la contemporanéité, éd. Nirvana, Tunis, 2011 (ISBN 978-9973-855-35-0 ).
- Histoire du Christ. Histoire d’une fraude textes à l’appui, s. éd., Tunis, 2011.[3]
- Méditations sur le Coran: Vérité, rationalité, I'jaz scientifique, éd. Mohamed Talbi, Tunis, 2016.
- Dieu est amour: guide du musulman coranique, éd. Nirvana, Tunis, 2017.